# カシュガイ人
- ガシュガーイー人
- ガシュガーイー族
- ガシュガイ人
- カシュカイ人

カシュガイ人（カシュガイじん、ガシュガーイー語: qaşqaylar;  ペルシア語: قشقایی;  ロシア語: Кашкайцы;  英語: Qashqai people）とは、イランに居住するテュルク系民族の一派である。

## 概要

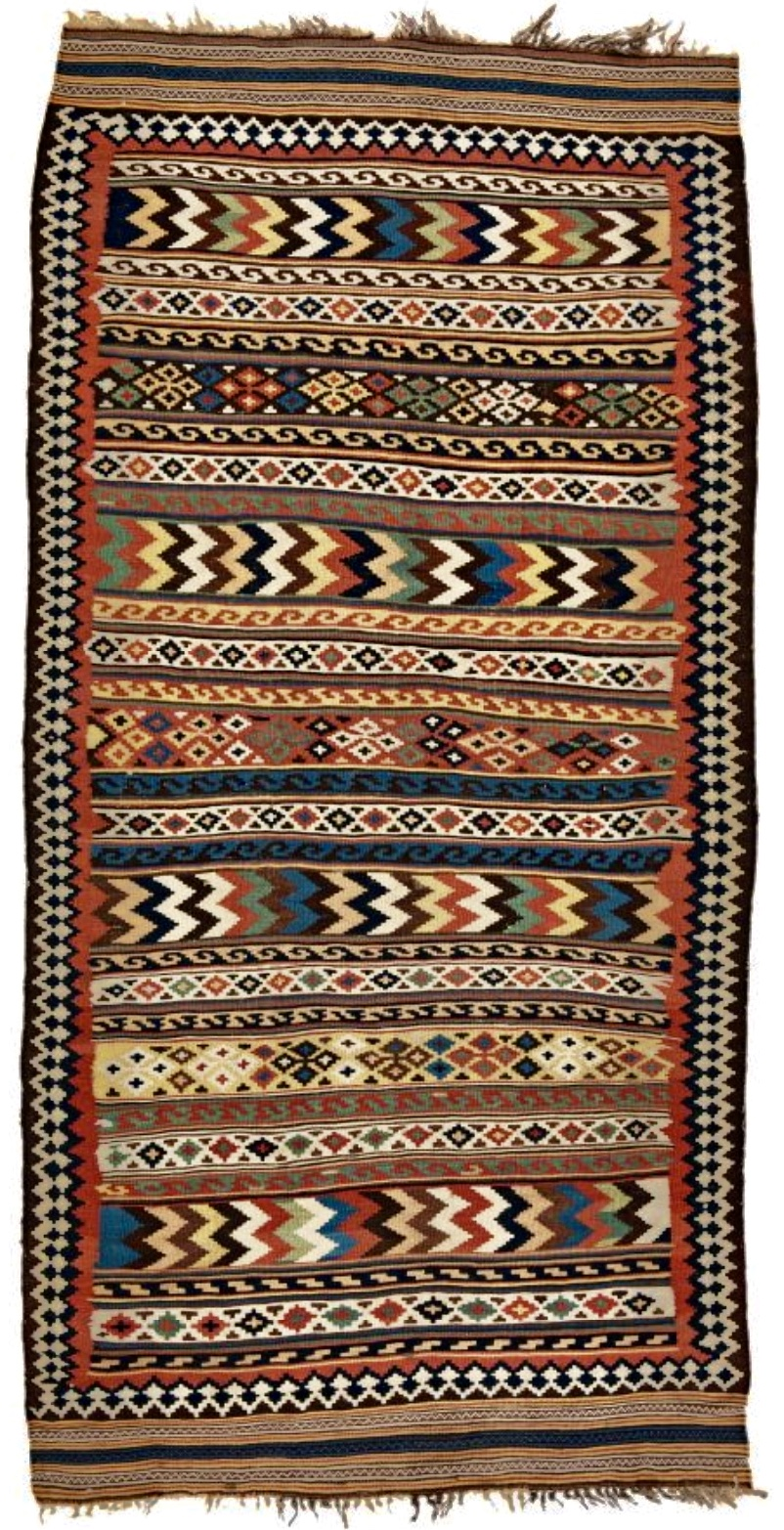
カシュガイのキリム（19世紀）

カシュガイ人の歴史は殆ど知られていないが、11世紀または12世紀以降に中央アジアからイランに移住したオグズ系部族の集合体とされている。一説ではアゼルバイジャン語の方言とも言われるチュルク語族のガシュガーイー語を話す。
日本ではギャッベやキリムといった絨毯や織物を作る民族として知られている。
カシュガイ人は複数部族の集合体で、アーマレ、カシュクリ、シェシェボラキ、ダレシュリ、ファルシマンダン、カラジャ、ラヒーミ、サフィハニといった部族が含まれている。